# Subilsia
Subilsia is een geslacht van kevers uit de familie van de loopkevers (Carabidae). De wetenschappelijke naam van het geslacht is voor het eerst geldig gepubliceerd in 1967 door Espanol.

## Soorten
Het geslacht Subilsia is monotypisch en omvat slechts de volgende soort:
- Subilsia senenti Espanol, 1967